# Hidrocinesiterapia
La Hidrocinesiterapia es una técnica de la hidroterapia, entendida desde una perspectiva global, es un programa de salud rehabilitador, que utiliza las actividades acuáticas con una finalidad de trabajo puramente correctivo-preventivo, aprovechando las propiedades físicas que el medio acuático presenta, dirigido a compensar y tratar lesiones osteoneuromuscular, y a la compensación de lesiones y enfermedades que pueden aparecer, mediante desplazamientos acuáticos en piscina, tanques o duchas.
Hay que destacar que los programas de natación terapéutica no corresponden con la natación competitiva con cuatro estilos técnicamente depurados. El planteamiento es ofrecer actividades acuáticas que incluyen una mayor variedad de recursos brindando mejores posibilidades de ejecución para cada caso en particular.
La Hidrocinesia es la práctica de la actividad física en el medio acuático.

## Indicaciones
Está indicado principalmente para patologías de columna vertebral como escoliosis, hiperlordosis, hipercifosis o rectificación lumbar y cervical. También para procesos patológicos que han pasado a ser crónicos, como reumatismos, enfermedades ortopédicas, traumatológicas y neurológicas.
- Tratamientos para la columna vertebral: hiperlordosis, hipercifosis, escoliosis, hernias discales, artrosis, mala postura.
- Enfermedades: cardíacas, circulatorias, artrosis, artritis, obesidad, etc.
- Alteraciones respiratorias, espasmos bronquiales y asmáticos.
- Estrés y alteraciones psicosomáticas: contracturas en la espalda, dolor cervical, etc.

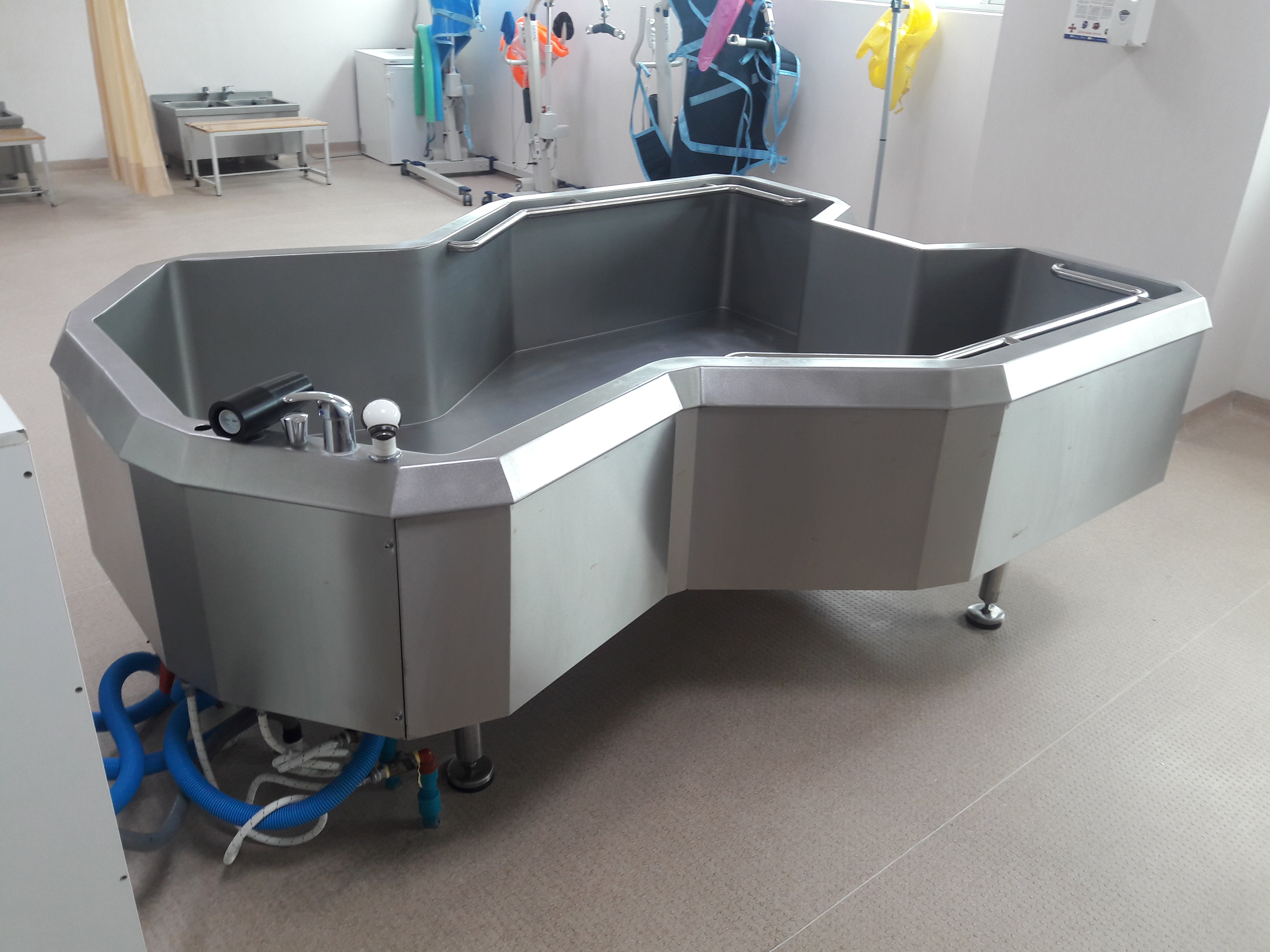
Tinas de Hidromasaje Serie Hubbard utilizadas par realizar Hidrocinesiterapia.